# Olusoji Fasuba
Olusoji Adetokunbo Fasuba, né le 9 juillet à 1984, est un athlète nigérian, spécialiste du sprint. Il mesure 1,75 m pour 70 kg. Il est l'actuel détenteur du record d'Afrique du 100 m en 9 s 85.

## Biographie
Il était membre du relais 4 × 100 m nigérian qui a remporté la médaille de bronze aux Jeux olympiques d'été de 2004 à Athènes. La même année, il était sacré champion d'Afrique sur 100 m.
En 2006, il terminait cinquième des championnats du monde en salle et deuxième aux jeux du Commonwealth. Il établissait ensuite le 12 mai un nouveau record d'Afrique du 100 m en 9 s 85 au Super Grand Prix de Doha, dans un premier temps deuxième derrière Justin Gatlin (qui fut ensuite disqualifié pour dopage et dont le record du monde de 9 s 77 réalisé à cette course fut rayé des tablettes). Fasuba améliorait le précédent record d'Afrique, détenu par Frankie Fredericks depuis 1996.

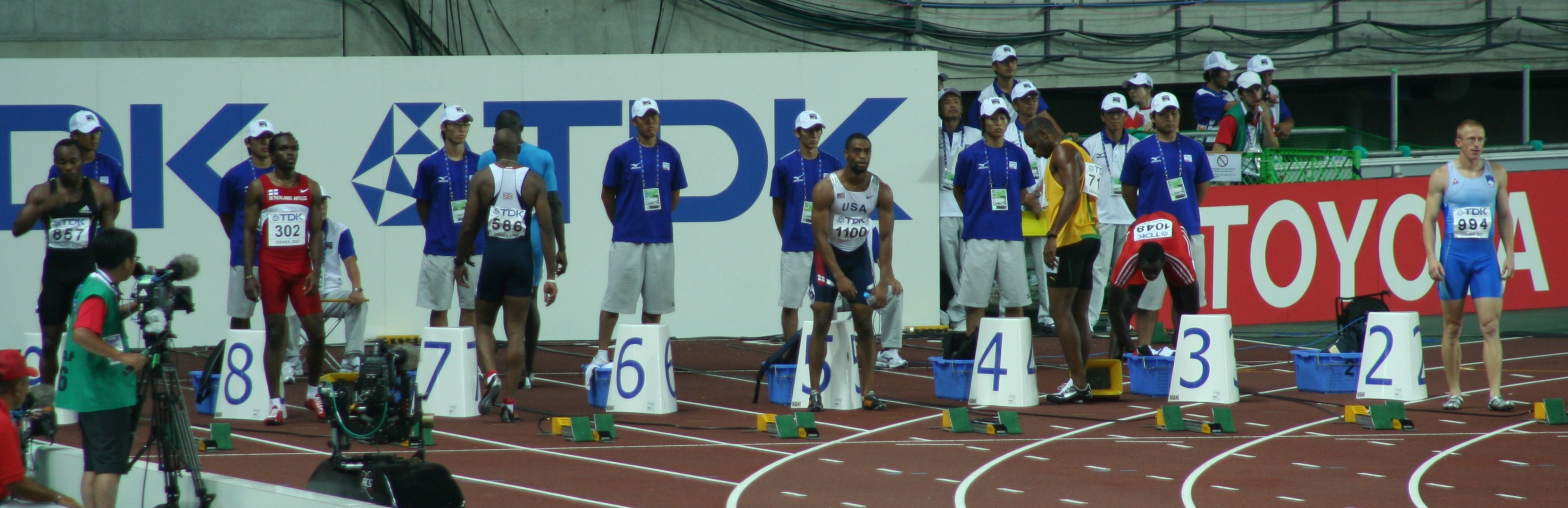
Fasuba (premier à gauche) lors de la finale du 100 m des Championnats du monde d'Osaka, le 26 août 2007.

Malgré une saison perturbée par des blessures, il conservait son titre continental sur 100 m et était élu athlète nigérian masculin de l'année.
Le 26 août 2007, il terminait au pied du podium du 100 m des championnats du monde en 10 s 07 (SB).
En mars 2008, il devenait le premier athlète africain champion du monde en salle sur 60 m. Il remporta en effet la course des Championnats du monde en salle en 6 s 51 devant Dwain Chambers et Kim Collins.
Le 15 août 2008, il finit, en 10 s 21, 4e de son quart de finale du 100 m des Jeux olympiques 2008 à Pékin derrière Richard Thompson, Tyson Gay et Martial Mbandjock.
Il participe aux championnats du monde 2009 à Berlin et se qualifie pour les quarts de finale du 100 m. Il échoue cependant à ce stade en terminant 6e de sa très relevée série, où figuraient Asafa Powell, Darvis Patton, Marc Burns, Kim Collins et Ronald Pognon dans un temps de 10 s 25.

## Palmarès

### Jeux olympiques d'été
- Jeux olympiques de 2004 à Athènes ( Grèce)
  -  Médaille de bronze en relais 4 × 100 m

### Championnats du monde d'athlétisme
- Championnats du monde d'athlétisme de 2005 à Helsinki ( Finlande) 
  - éliminé en demi-finale sur 100 m
  - éliminé en quart de finale sur 200 m
- Championnats du monde d'athlétisme de 2007 à Osaka ( Japon) 
  - 4e sur 100 m
  - abandon en finale du relais 4 × 100 m

### Championnats du monde d'athlétisme en salle
- Championnats du monde d'athlétisme en salle de 2004 à Budapest ( Hongrie)
  - éliminé en série sur 60 m
- Championnats du monde d'athlétisme en salle de 2006 à Moscou ( Russie)
  - 5e sur 60 m
- Championnats du monde d'athlétisme en salle 2008 à Valence ( Espagne)
  -  Médaille d'or sur 60 m

### Championnats d'Afrique d'athlétisme
- 2008 à Addis-Abeba ( Éthiopie)
  -  Médaille d'or sur 100 m
- 2006 à Bambous  ( Maurice)
  -  Médaille d'or sur 100 m
  -  Médaille d'or sur 4 × 100 m
- 2004 à Brazzaville ( République du Congo)
  -  Médaille d'or sur 100 m
  -  Médaille d'or sur 4 × 100 m
- 2002 à Tunis ( Tunisie)
  -  Médaille d'or sur 4 × 100 m

### Jeux du Commonwealth
- Jeux du Commonwealth de 2006 à Melbourne ( Australie)
  -  Médaille d'argent sur 100 m

## Sources
- (en) Cet article est partiellement ou en totalité issu de l’article de Wikipédia en anglais intitulé « Olusoji Fasuba » (voir la liste des auteurs).